# 小行星16529
小行星16529（16529 Dangoldin）是一颗绕太阳运转的小行星，为火星轨道穿越小行星。该小行星于1991年4月9日发现。

## 轨道参数
小行星16529的轨道半长轴为2.3392787 UA，离心率为0.315。